# Mizary
Mizary is een plaats in het Poolse district  Łukowski, woiwodschap Lublin. De plaats maakt deel uit van de gemeente Stoczek Łukowski en telt 360 inwoners.